# Жорж Воленскі
Жорж Давід Воленскі (також Волинскі, фр. Georges David Wolinski [vɔlɛski]; 28 1934, Туніс — 7 січня 2015, Париж) — французький карикатурист, автор коміксів. Співробітник паризького сатиричного журналу «Charlie Hebdo».

## Біографія
Народився в єврейській родині у місті Туніс. Родина матері, Лоли Бембарон, походила з Італії; батько, Зігфрід Волинскі, народився в Польщі. Батько був убитий 1936 року, після чого родина емігрувала до Франції.
Жорж Воленскі закінчив середню школу в місті Франція. Вперше його робота була опублікована 1958 року журналі «Rustica». Після того як 1960 року його малюнки помітив Франсуа Каванна, Воленскі увійшов до складу редакції журналу «Hara-Kiri». Під час «Червоного травня» (лівих протестів 1968 року) заснував видання «L'Enragé». З 1970 1981 року був редактором «Charlie Hebdo».

## Сім'я

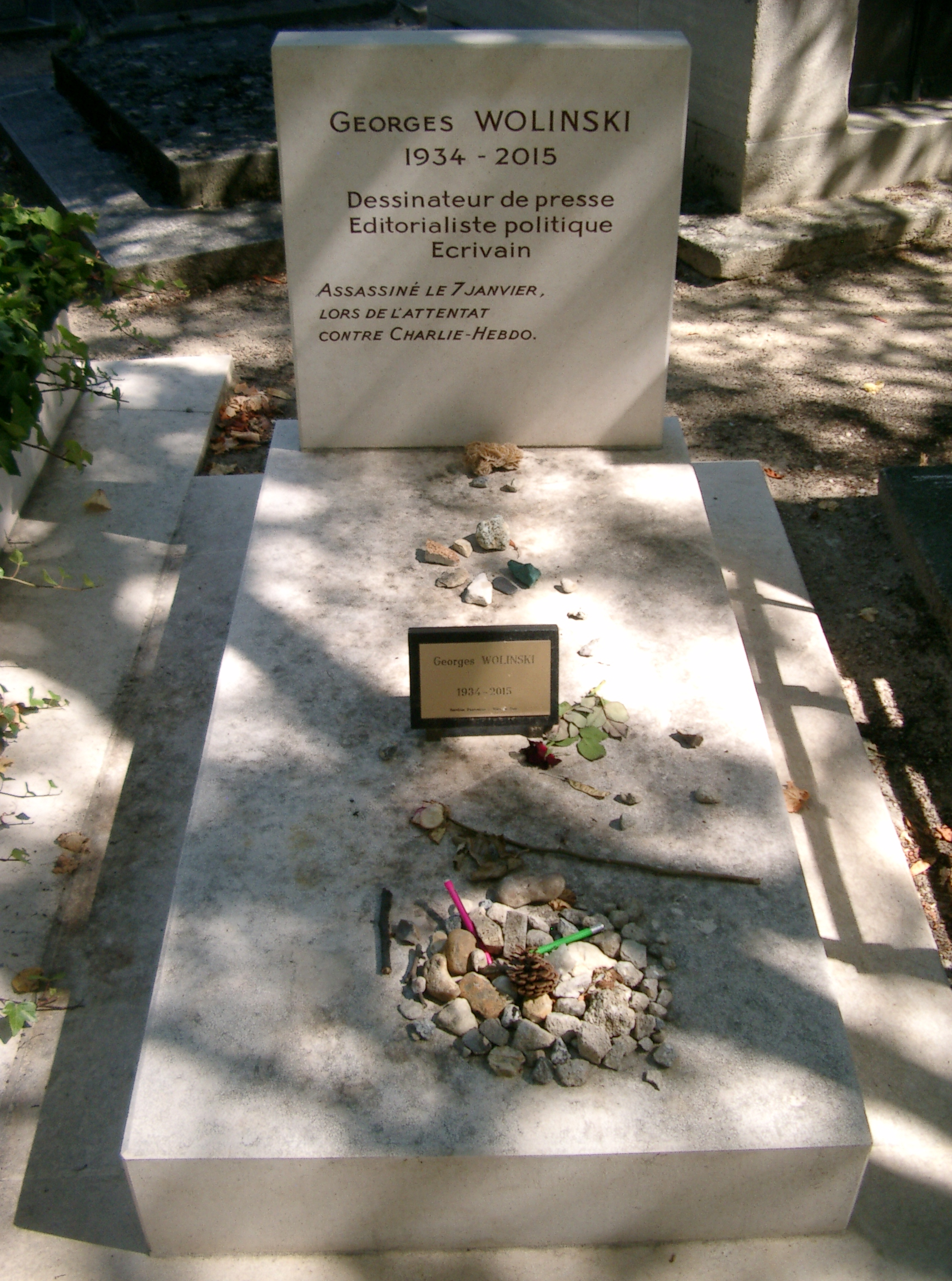
Надгробок Жоржа Воленскі на цвинтарі Монпарнас, Париж

- Перший шлюб з Жаклін (1961—1966), яка загинула в автокатастрофі. Від шлюбу залишилися дві дочки.
- Другий шлюб з Маріс[en]. В її мемуарах («Жорж, якби тільки знав») Маріс згадує, що чоловіка все життя «переслідував привид батька, який помер, коли Жорж був зовсім маленьким»[10].

## Загибель
Убитий в результаті стрілянини в паризькій штаб-квартирі газети Charlie Hebdo 7 січня 2015 року.

## Нагороди
- 1998 — Міжнародна премія d'Humour Gat Perich[11].
- 2005 — Орден Почесного легіону.
- 2005 — Гран-прі міста Ангулема.

## Твори

### Альбоми
- Histoires lamentables (1965)
- Ils ne pensent qu'à ça (1967)
- Je ne veux pas mourir idiot (1968)
- Hit parade (1969)
- Je ne pense qu'à ça ! (3 томи, 1969—1972)
- Il n'y a pas que la politique dans la vie… (1970)
- La Vie compliquée de Georges le tueur (1970)
- Paulette (7 томів, 1971 à 1984 ; сценарист, малюнки: Жорж Пішар)
- On ne connait pas notre bonheur (1972)
- C'est pas normal (1973)
- Il ne faut pas rêver (1974)
- Les Français me font rire (1975)
- Giscard n'est pas drôle (1976)
- C'est dur d'être patron (1977)
- Cactus Joe (1977)
- Wolinski dans l'Huma (3томи, 1977-1980)
- Dessins dans l'air (1979)
- J'étais un sale phallocrate (1979)
- Mon corps est à elles (1979)
- La Reine des pommes (1979 ; за романом Честера Гаймса)
- Dessins dans l'air (1979)
- À bas l'amour copain ! (1980)
- Ah, la crise ! (1981)
- Carnets de croquis 1965—1966 (1981)
- Les Pensées (1981)
- La Divine sieste de papa (2 albums, 1981 et 1987, сценарій з Маріс Воленскі)
- Les Romans photos du professeur Choron (1981, виключно як співсценарист)
- Tout est politique (1981)
- À gauche, toute ! (1982)
- La Bague au doigt (1982)
- Junior (1983)
- Aïe ! (1984)
- On a gagné! (1985)
- Tu m'aimes? (1985)
- Je cohabite ! (1986)
- Le Programme de la Droite (1986)
- Bonne Année (1987)
- Gaston la bite (1987)
- Il n'y a plus d'hommes ! (1988)
- Plus on en parle …  (1989)
- Tout va trop vite! (1990)
- Elles ne pensent qu'à ça ! (1991)
- J'hallucine ! (1981)
- Les Socialos (1991)
- Vous en êtes encore là, vous ? (1992)
- La Morale (1992)
- Le Bal des ringards (1993)
- Dis-moi que tu m'aimes !  (1993)
- Les Cocos (1994)
- Enfin, des vrais hommes ! (1994)
- Scoopette (1994)
- Il n'y a plus de valeurs ! (1995)
- Nous sommes en train de nous en sortir (1995)
- Sacré Mitterrand!  (1996)
- Sexuellement correct !  (1996)
- Viva Chiapas (1996)
- Cause toujours!  (1997)
- Fais-moi plaisir (1997)
- Monsieur Paul à Cuba (1998)
- Trop beau pour être vrai !  (1998)
- Pauvres chéries ! (1999)
- Sales gosses (1999)
- Brèves sucrées et salées de salons de thé (2000)
- Salut les filles ! (2000)
- Mes aveux (2000)
- Le Sens de l'humour (2000)
- Je montre tout ! (2001)
- Pauvres mecs !  (2001)
- Tout est bon dans l'homme (2001)
- Les Droits de la femme (et de l'homme)  (2002)
- Le Meilleur de Wolinski (2002)
- Les Secrets d'un couple heureux (2003)
- Demain, il fera jour (2004)
- Une vie compliquée (2004)
- C'est la faute à la société (2006)
- Carnets de voyage (2006)
- La Success story du président (2006)
- Bonne fête Nicolas (2007)
- Merci Hannukah Harry (2007 ; scénario: Pierre-Philippe Barkats)
- La France se tâte (2008)
- Les Femmes sont des hommes comme les autres (2009)
- Pitié pour Wolinski (2010)
- La Sexualité des français (2010)
- Vive la france ! (2013)
- Les Villages des femmes (2014)
- Le bonheur est un métier, Glénat (2016, посмертно)